# Sven Patrick Jacobshagen
Sven Patrick Jacobshagen (* 24. November 1967 in Hamburg) ist ein deutscher Jurist mit Schwerpunkt Film-, Medien- und Urheberrecht, Filmproduzent und Autor.

## Leben
Jacobshagen wurde 1967 in Hamburg als Sohn des deutschen Komponisten und Journalisten Georg Müller-Egert geboren und studierte Jura und Wirtschaftswissenschaften in Bayreuth, Lausanne und Hamburg. 1997 wurde er als Anwalt zugelassen und arbeitete für das Studio Babelsberg, als Justitiar für die Multimedia Film- und Fernsehproduktion GmbH und als Vorstand und Geschäftsführer des Norddeutschen Film- und Fernsehproduzentenverbandes. 2001–2005 war er Justitiar der KirchMedia und der ProSiebenSat.1 Media AG und für die Produktions- und Moderatorenverträge von SAT.1 und N24 verantwortlich. Als Anwalt für Medien-, Film- und Urheberrecht vertritt er Kulturschaffende, wie Regisseure, Schauspieler und Autoren und tritt in den Medien als Experte auf. Er fungierte als rechtlicher Berater für den schwedischen Kinofilm Simon och ekarna.
Als ausführender Filmproduzent verantwortete er 2019 Effigie – Das Gift und die Stadt. 2023–2024 produzierte er den Kinofilm Anarchie, der durch Crowdfunding finanziert wurde und in welchem er auch Regie übernahm.
Als Autor verfasste er drei Bücher zum Thema Filmrecht und Filmgeschäftsführung und schreibt themenbezogene Artikel für die Legal Tribune Online.
Sven Patrick Jacobshagen wohnt in Berlin.

## Publikationen

### Artikel (Auszug)
- Dem Urheberrecht droht der Schiffbruch
- Kult allein garantiert noch keinen Geldsegen
- Subventionen machen bequem

### Bücher
- Filmrecht im Kino- und TV-Geschäft. Alles was Filmemacher wissen müssen, PPV Presse Project Verlag, 2001, ISBN 9783941531505
- Filmrecht – Die Verträge: Professionelle Verträge für das Kino- und TV-Geschäft, PPV Presse Project Verlag, 2005, ISBN 9783932275777
- Filmbusiness: Filme erfolgreich Finanzieren, Budgetieren und Auswerten, PPV Presse Project Verlag, 2008, ISBN 9783937841540